# William Kaelin
William Kaelin (New York, 1957. november 23. –) amerikai orvos, aki elnyerte a 2019-es fiziológiai és orvostudományi Nobel-díjat
Gregg Semenza amerikai orvossal és biokémikussal, valamint Peter Ratcliffe brit orvossal és sejtbiológussal, megosztva „az élet alkalmazkodóképességének kutatásáért”.